# Världsmästerskapen i konståkning 2014
Världsmästerskapen i konståkning 2014 arrangerades i Saitama, Japan den 24–30 mars 2014. Tävlingarna avgjordes i fyra discipliner – damer singel, herrar singel, paråkning och isdans. De första två dagarna ägnades åt konferenser och officiella träningspass, medan själva tävlingarna tog sin början den 26 mars.
Den 14 juni 2011 meddelade Internationella konståkningsförbundet att Japan skulle stå som värd för tävlingarna, medan förbundet i februari 2013 bekräftade att Saitama skulle vara tävlingsort.

## Kvalificeringsregler
Alla konståkare som är medlemmar av Internationella konståkningsförbundet (ISU) och som hade fyllt 15 år före den 1 juli 2013 är berättigade att delta i mästerskapen. De nationella förbunden väljer själva ut deltagare enligt sina bestämmelser, men ISU föreskriver ett visst uppnått minimum vad avser de tekniska poäng som krävs vid ett världsmästerskap för att godkänna tävlande.

### Antal deltagare per disciplin
Baserat på resultaten från VM 2013 har varje ISU-land möjlighet att anmäla 1–3 deltagare per disciplin.
| Antal                                         | Damer                                 | Herrar               | Par                                 | Isdans                     |
| --------------------------------------------- | ------------------------------------- | -------------------- | ----------------------------------- | -------------------------- |
| 3                                             | Japan USA                             | Kanada Japan         | Kanada Ryssland                     | Kanada Ryssland USA        |
| 2                                             | Kanada Italien Kina Ryssland Sydkorea | Spanien Tjeckien USA | Frankrike Italien Kina Tyskland USA | Frankrike Italien Tyskland |
| Utöver länderna ovan är 1 deltagare tillåten. |                                       |                      |                                     |                            |

## Summa deltagare
| Nation         | Damer                                    | Herrar                                       | Paråkning                                                                                            | Isdans |
| -------------- | ---------------------------------------- | -------------------------------------------- | --- | --- |
| Australien     | Brooklee Han                             |                                              | | Danielle O'Brien / Gregory Merriman                                                                             |
| Azerbajdzjan   |                                          |                                              | | Julia Zlobina / Aleksej Sitnikov                                                                                |
| Belgien        | Kaat Van Daele                           | Jorik Hendrickx                              | | |
| Bulgarien      |                                          |                                              | Elizaveta Makarova / Leri Kenchadze                                                                  | |
| Danmark        | Anita Madsen                             | Justus Strid                                 | | Laurence Fournier Beaudry / Nikolaj Sørensen                                                                    |
| Estland        | Jelena Glebova                           | Viktor Romanenkov                            | Natalja Zabijako / Aleksandr Zabojev                                                                 | Irina Štork / Taavi Rand                                                                                        |
| Filippinerna   |                                          | Christopher Caluza                           | | |
| Finland        | Juulia Turkkila                          |                                              | | Henna Lindholm / Ossi Kanervo                                                                                   |
| Frankrike      | Maé-Bérénice Meité                       | Chafik Besseghier                            | Vanessa James / Morgan Ciprès Daria Popova / Bruno Massot                                            | Nathalie Péchalat / Fabian Bourzat Gabriella Papadakis / Guillaume Cizeron                                      |
| Georgien       |                                          |                                              | | Angelina Telegina / Otar Japaridze                                                                              |
| Hongkong       |                                          | Ronald Lam                                   | | |
| Israel         | Netta Schreiber                          | Alexei Bychenko                              | | Allison Reed / Vasili Rogov                                                                                     |
| Italien        | Carolina Kostner Valentina Marchei       | Ivan Righini                                 | Stefania Berton / Ondrej Hotarek Nicole Della Monica / Matteo Guarise                                | Anna Cappellini / Luca Lanotte Charlène Guignard / Marco Fabbri                                                 |
| Japan          | Akiko Suzuki Mao Asada Kanako Murakami   | Yuzuru Hanyu Tatsuki Machida Takahiko Kozuka | Narumi Takahashi / Ryuichi Kihara                                                                    | Cathy Reed / Chris Reed                                                                                         |
| Kanada         | Kaetlyn Osmond Gabrielle Daleman         | Kevin Reynolds Elladj Baldé Nam Nguyen       | Meagan Duhamel / Eric Radford Kirsten Moore-Towers / Dylan Moscovitch Paige Lawrence / Rudi Swiegers | Kaitlyn Weaver / Andrew Poje Alexandra Paul / Mitchell Islam Piper Gilles / Paul Poirier                        |
| Kazakstan      |                                          | Abzal Rakimgaliev                            | | |
| Kina           | Li Zijun                                 | Yan Han                                      | Peng Cheng / Zhang Hao Sui Wenjing / Han Cong                                                        | |
| Litauen        | Inga Janulevičiūtė                       |                                              | | Isabella Tobias / Deividas Stagniūnas                                                                           |
| Monaco         |                                          | Kim Lucine                                   | | |
| Norge          | Anne Line Gjersem                        |                                              | | |
| Polen          |                                          | Maciej Cieplucha                             | | Justyna Plutowska / Peter Gerber                                                                                |
| Rumänien       |                                          | Zoltán Kelemen                               | | |
| Ryssland       | Julia Lipnitskaja Anna Pogorilaja        | Maksim Kovtun                                | Ksenia Stolbova / Fjodor Klimov Vera Bazarova / Jurij Larionov Julia Antipova / Nodari Maisuradze    | Jelena Ilinych / Nikita Katsalapov Jekaterina Bobrova / Dmitrij Solovjov Viktoria Sinitsina / Ruslan Zjigansjin |
| Schweiz        | Anna Ovcharova                           | Stéphane Walker                              | | Ramona Elsener / Florian Roost                                                                                  |
| Slovakien      | Nicole Rajičová                          |                                              | | Federica Testa / Lukáš Csölley                                                                                  |
| Spanien        | Sonia Lafuente                           | Javier Fernández                             | | Sara Hurtado / Adrià Díaz                                                                                       |
| Storbritannien | Jenna McCorkell                          |                                              | Amani Fancy / Christopher Boyadji                                                                    | Penny Coomes / Nicholas Buckland                                                                                |
| Sverige        | Joshi Helgesson                          | Alexander Majorov                            | | |
| Sydkorea       | Kim Hae Jin Park So-Youn                 | Kim Jin-Seo                                  | | |
| Tjeckien       | Eliška Březinová                         | Michal Březina Tomáš Verner                  | | Gabriela Kubová / Matěj Novák                                                                                   |
| Turkiet        |                                          |                                              | | Alisa Agafonova / Alper Uçar                                                                                    |
| Tyskland       | Nathalie Weinzierl                       | Peter Liebers                                | Aljona Savchenko / Robin Szolkowy Maylin Wende / Daniel Wende                                        | Tanja Kolbe / Stefano Caruso Nelli Zhiganshina / Alexander Gazsi                                                |
| Ukraina        | Natalia Popova                           | Jakov Godorozja                              | Julia Lavrentieva / Jurij Rudyk                                                                      | |
| Ungern         |                                          |                                              | | Dóra Turóczi / Balázs Major                                                                                     |
| USA            | Polina Edmunds Gracie Gold Ashley Wagner | Max Aaron Jeremy Abbott                      | Marissa Castelli / Simon Shnapir Felicia Zhang / Nathan Bartholomay                                  | Madison Chock / Evan Bates Maia Shibutani / Alex Shibutani Alexandra Aldridge / Daniel Eaton                    |
| Uzbekistan     |                                          | Misja Ge                                     | | |
| Belarus        |                                          |                                              | Maria Palijakova / Nikita Botjkov                                                                    | Viktoria Kavaljova / Juri Bieljajev                                                                             |
| Österrike      | Kerstin Frank                            | Viktor Pfeifer                               | Miriam Ziegler / Severin Kiefer                                                                      | |

## Tidsschema
| Dag             | Tid (UTC+9) | Program                     |
| --------------- | ----------- | --------------------------- |
| Onsdag 26 mars  | 10:00       | Paråkning – kortprogram     |
| Onsdag 26 mars  | 14:45       | Öppningsceremoni            |
| Onsdag 26 mars  | 16:00       | Herrar – kortprogram        |
| Torsdag 27 mars | 11:30       | Paråkning – fria programmet |
| Torsdag 27 mars | 15:55       | Damer – kortprogram         |
| Fredag 28 mars  | 10:50       | Isdans – kortprogram        |
| Fredag 28 mars  | 17:00       | Herrar – fria programmet    |
| Lördag 29 mars  | 12:30       | Isdans – fria programmet    |
| Lördag 29 mars  | 17:15       | Damer – fria programmet     |
| Söndag 30 mars  | 15:00       | Uppvisningsshow             |

## Resultat

### Damer
| 1                                                        | Mao Asada          | Japan          | 216,69 | 1  | 78,66 | 1  | 138,03 |
| 2                                                        | Julia Lipnitskaja  | Ryssland       | 207,50 | 3  | 74,54 | 2  | 132,96 |
| 3                                                        | Carolina Kostner   | Italien        | 203,83 | 2  | 77,24 | 6  | 126,59 |
| 4                                                        | Anna Pogorilaja    | Ryssland       | 197,50 | 6  | 66,26 | 3  | 131,24 |
| 5                                                        | Gracie Gold        | USA            | 194,58 | 5  | 70,31 | 7  | 124,27 |
| 6                                                        | Akiko Suzuki       | Japan          | 193,72 | 4  | 71,02 | 8  | 122,70 |
| 7                                                        | Ashley Wagner      | USA            | 193,16 | 7  | 63,64 | 4  | 129,52 |
| 8                                                        | Polina Edmunds     | USA            | 187,50 | 12 | 60,59 | 5  | 126,91 |
| 9                                                        | Park So-Youn       | Sydkorea       | 176,61 | 13 | 57,22 | 9  | 119,39 |
| 10                                                       | Kanako Murakami    | Japan          | 172,44 | 10 | 60,86 | 10 | 111,58 |
| 11                                                       | Kaetlyn Osmond     | Kanada         | 170,64 | 8  | 62,92 | 13 | 107,72 |
| 12                                                       | Nathalie Weinzierl | Tyskland       | 167,72 | 11 | 60,82 | 15 | 106,90 |
| 13                                                       | Gabrielle Daleman  | Kanada         | 164,78 | 14 | 55,72 | 11 | 109,06 |
| 14                                                       | Joshi Helgesson    | Sverige        | 162,91 | 15 | 54,96 | 12 | 107,95 |
| 15                                                       | Maé-Bérénice Meité | Frankrike      | 158,72 | 9  | 61,62 | 16 | 97,10  |
| 16                                                       | Valentina Marchei  | Italien        | 157,64 | 22 | 50,27 | 14 | 107,37 |
| 17                                                       | Li Zijun           | Kina           | 150,34 | 16 | 54,37 | 17 | 95,97  |
| 18                                                       | Eliška Březinová   | Tjeckien       | 145,15 | 24 | 49,34 | 18 | 95,81  |
| 19                                                       | Brooklee Han       | Australien     | 144,28 | 18 | 53,20 | 19 | 91,08  |
| 20                                                       | Anna Ovcharova     | Schweiz        | 143,22 | 17 | 54,19 | 20 | 89,03  |
| 21                                                       | Natalia Popova     | Ukraina        | 135,05 | 21 | 50,32 | 21 | 84,73  |
| 22                                                       | Anne Line Gjersem  | Norge          | 130,03 | 23 | 49,48 | 22 | 80,55  |
| 23                                                       | Kim Hae Jin        | Sydkorea       | 129,82 | 19 | 51,83 | 23 | 77,99  |
| DNS                                                      | Jenna McCorkell    | Storbritannien | —      | 20 | 50,56 | —  | —      |
| Tävlande som inte kvalificerade sig till fria programmet |                    |                |        |    |       |    |        |
| 25                                                       | Nicole Rajičová    | Slovakien      | —      | 25 | 49,24 | —  | —      |
| 26                                                       | Jelena Glebova     | Estland        | —      | 26 | 48,09 | —  | —      |
| 27                                                       | Inga Janulevičiūtė | Litauen        | —      | 27 | 47,20 | —  | —      |
| 28                                                       | Kaat Van Daele     | Belgien        | —      | 28 | 46,05 | —  | —      |
| 29                                                       | Juulia Turkkila    | Finland        | —      | 29 | 45,57 | —  | —      |
| 30                                                       | Anita Madsen       | Danmark        | —      | 30 | 44,15 | —  | —      |
| 31                                                       | Kerstin Frank      | Österrike      | —      | 31 | 44,11 | —  | —      |
| 32                                                       | Sonia Lafuente     | Spanien        | —      | 32 | 43,94 | —  | —      |
| 33                                                       | Netta Schreiber    | Israel         | —      | 33 | 43,39 | —  | —      |

### Herrar
| 1                                                        | Yuzuru Hanyu       | Japan        | 282,59 | 3  | 91,24 | 1  | 191,35 |
| 2                                                        | Tatsuki Machida    | Japan        | 282,26 | 1  | 98,21 | 2  | 184,05 |
| 3                                                        | Javier Fernández   | Spanien      | 275,93 | 2  | 96,42 | 3  | 179,51 |
| 4                                                        | Maksim Kovtun      | Ryssland     | 247,37 | 7  | 84,66 | 5  | 162,71 |
| 5                                                        | Jeremy Abbott      | USA          | 246,35 | 8  | 79,67 | 4  | 166,68 |
| 6                                                        | Takahiko Kozuka    | Japan        | 238,02 | 6  | 85,54 | 6  | 152,48 |
| 7                                                        | Yan Han            | Kina         | 231,91 | 5  | 86,70 | 11 | 145,21 |
| 8                                                        | Max Aaron          | USA          | 225,66 | 9  | 78,32 | 8  | 147,34 |
| 9                                                        | Chafik Besseghier  | Frankrike    | 224,19 | 10 | 76,80 | 7  | 147,39 |
| 10                                                       | Tomáš Verner       | Tjeckien     | 223,14 | 4  | 89,08 | 15 | 134,06 |
| 11                                                       | Kevin Reynolds     | Kanada       | 215,51 | 15 | 68,52 | 10 | 146,99 |
| 12                                                       | Nam Nguyen         | Kanada       | 214,06 | 16 | 66,75 | 9  | 147,31 |
| 13                                                       | Ivan Righini       | Italien      | 213,09 | 14 | 69,43 | 12 | 143,66 |
| 14                                                       | Peter Liebers      | Tyskland     | 211,92 | 11 | 74,02 | 14 | 137,90 |
| 15                                                       | Alexei Bychenko    | Israel       | 211,24 | 12 | 69,73 | 13 | 141,51 |
| 16                                                       | Kim Jin-Seo        | Sydkorea     | 202,80 | 13 | 69,56 | 16 | 133,24 |
| 17                                                       | Jorik Hendrickx    | Belgien      | 196,78 | 17 | 65,56 | 18 | 131,22 |
| 18                                                       | Elladj Baldé       | Kanada       | 195,39 | 22 | 62,84 | 17 | 132,55 |
| 19                                                       | Christopher Caluza | Filippinerna | 193,23 | 18 | 64,69 | 19 | 128,54 |
| 20                                                       | Abzal Rakimgaliev  | Kazakstan    | 183,55 | 24 | 61,77 | 20 | 121,78 |
| 21                                                       | Zoltán Kelemen     | Rumänien     | 176,81 | 20 | 63,23 | 21 | 113,58 |
| 22                                                       | Maciej Cieplucha   | Polen        | 175,97 | 21 | 63,07 | 22 | 112,90 |
| 23                                                       | Stéphane Walker    | Schweiz      | 163,91 | 19 | 64,40 | 23 | 99,51  |
| DNS                                                      | Michal Březina     | Tjeckien     | —      | 23 | 62,25 | —  | —      |
| Tävlande som inte kvalificerade sig till fria programmet |                    |              |        |    |       |    |        |
| 25                                                       | Jakov Godorozja    | Ukraina      | —      | 25 | 61,53 | —  | —      |
| 26                                                       | Viktor Romanenkov  | Estland      | —      | 26 | 61,14 | —  | —      |
| 27                                                       | Misja Ge           | Uzbekistan   | —      | 27 | 60,34 | —  |        |
| 28                                                       | Ronald Lam         | Hongkong     | —      | 28 | 60,07 | —  | —      |
| 29                                                       | Kim Lucine         | Monaco       | —      | 29 | 58,19 | —  | —      |
| 30                                                       | Viktor Pfeifer     | Österrike    | —      | 30 | 57,17 | —  | —      |
| 31                                                       | Justus Strid       | Danmark      | —      | 31 | 55,62 | —  | —      |
| 32                                                       | Alexander Majorov  | Sverige      | —      | 32 | 55,61 | —  | —      |

### Paråkning
| 1                                                        | Aljona Savchenko / Robin Szolkowy       | Tyskland       | 224,88 | 1  | 79,02 | 1  | 145,86 |
| 2                                                        | Ksenia Stolbova / Fjodor Klimov         | Ryssland       | 215,92 | 3  | 76,15 | 2  | 139,77 |
| 3                                                        | Meagan Duhamel / Eric Radford           | Kanada         | 210,84 | 2  | 77,01 | 4  | 133,83 |
| 4                                                        | Kirsten Moore-Towers / Dylan Moscovitch | Kanada         | 205,52 | 6  | 69,31 | 3  | 136,21 |
| 5                                                        | Peng Chen / Zhang Hao                   | Kina           | 194,83 | 5  | 71,68 | 5  | 123,15 |
| 6                                                        | Sui Wenjing / Han Cong                  | Kina           | 192,10 | 4  | 72,24 | 9  | 119,86 |
| 7                                                        | Vera Bazarova / Jurij Larionov          | Ryssland       | 189,44 | 7  | 67,41 | 6  | 122,03 |
| 8                                                        | Julia Antipova / Nodari Maisuradze      | Ryssland       | 186,22 | 8  | 66,78 | 10 | 119,44 |
| 9                                                        | Stefania Berton / Ondrej Hotarek        | Italien        | 184,28 | 10 | 62,73 | 7  | 121,55 |
| 10                                                       | Vanessa James / Morgan Ciprès           | Frankrike      | 183,90 | 9  | 64,01 | 8  | 119,89 |
| 11                                                       | Marissa Castelli / Simon Shnapir        | USA            | 170,90 | 11 | 60,60 | 11 | 110,30 |
| 12                                                       | Paige Lawrence / Rudi Swiegers          | Kanada         | 168,88 | 12 | 59,84 | 12 | 109,04 |
| 13                                                       | Maylin Wende / Daniel Wende             | Tyskland       | 159,42 | 13 | 58,19 | 13 | 101,23 |
| 14                                                       | Felicia Zhang / Nathan Bartholomay      | USA            | 151,78 | 14 | 57,59 | 14 | 94,19  |
| 15                                                       | Daria Popova / Bruno Massot             | Frankrike      | 142,00 | 15 | 52,50 | 15 | 89,50  |
| 16                                                       | Nicole Della Monica / Matteo Guarise    | Italien        | 139,30 | 16 | 51,38 | 16 | 87,92  |
| Tävlande som inte kvalificerade sig till fria programmet |                                         |                |        |    |       |    |        |
| 17                                                       | Narumi Takahashi / Ryuichi Kihara       | Japan          | —      | 17 | 49,54 | —  | —      |
| 18                                                       | Amani Fancy / Christopher Boyadji       | Storbritannien | —      | 18 | 46,96 | —  | —      |
| 19                                                       | Natalja Zabijako / Aleksandr Zabojev    | Estland        | —      | 19 | 46,11 | —  | —      |
| 20                                                       | Maria Palijakova / Nikita Botjkov       | Belarus        | —      | 20 | 45,29 | —  | —      |
| 21                                                       | Julia Lavrentieva / Jurij Rudyk         | Ukraina        | —      | 21 | 44,20 | —  | —      |
| 22                                                       | Miriam Ziegler / Severin Kiefer         | Österrike      | —      | 22 | 44,06 | —  | —      |
| 23                                                       | Elizaveta Makarova / Leri Kenchadze     | Bulgarien      | —      | 23 | 42,86 | —  | —      |

### Isdans
| 1                                                        | Anna Cappellini / Luca Lanotte               | Italien        | 175,43 | 1  | 69,70 | 4  | 105,73 |
| 2                                                        | Kaitlyn Weaver / Andrew Poje                 | Kanada         | 175,41 | 2  | 69,20 | 3  | 106,21 |
| 3                                                        | Nathalie Pechalat / Fabian Bourzat           | Frankrike      | 175,37 | 3  | 68,20 | 2  | 107,17 |
| 4                                                        | Elena Ilinych / Nikita Katsalapov            | Ryssland       | 174,38 | 5  | 65,67 | 1  | 108,71 |
| 5                                                        | Madison Chock / Evan Bates                   | USA            | 167,59 | 4  | 67,71 | 5  | 99,88  |
| 6                                                        | Maia Shibutani / Alex Shibutani              | USA            | 158,57 | 6  | 63,55 | 6  | 95,02  |
| 7                                                        | Viktoria Sinitsina / Ruslan Zjigansjin       | Ryssland       | 155,35 | 8  | 62,11 | 8  | 93,24  |
| 8                                                        | Piper Gilles / Paul Poirier                  | Kanada         | 153,86 | 10 | 59,42 | 7  | 94,44  |
| 9                                                        | Penny Coomes / Nicholas Buckland             | Storbritannien | 153,66 | 9  | 61,21 | 9  | 92,45  |
| 10                                                       | Alexandra Paul / Mitchell Islam              | Kanada         | 148,76 | 11 | 57,68 | 10 | 91,08  |
| 11                                                       | Nelli Zhiganshina / Alexander Gazsi          | Tyskland       | 148,37 | 7  | 62,27 | 14 | 86,10  |
| 12                                                       | Julia Zlobina / Aleksej Sitnikov             | Azerbajdzjan   | 145,24 | 12 | 57,01 | 11 | 88,23  |
| 13                                                       | Gabriella Papadakis / Guillaume Cizeron      | Frankrike      | 141,49 | 15 | 55,11 | 13 | 86,38  |
| 14                                                       | Charlene Guignard / Marco Fabbri             | Italien        | 140,77 | 17 | 53,98 | 12 | 86,79  |
| 15                                                       | Isabella Tobias / Deividas Stagniūnas        | Litauen        | 140,72 | 13 | 55,37 | 15 | 85,35  |
| 16                                                       | Sara Hurtado / Adrià Díaz                    | Spanien        | 137,47 | 16 | 55,06 | 17 | 82,41  |
| 17                                                       | Alexandra Aldridge / Daniel Eaton            | USA            | 137,37 | 18 | 53,34 | 16 | 84,03  |
| 18                                                       | Cathy Reed / Chris Reed                      | Japan          | 136,13 | 14 | 55,18 | 18 | 80,95  |
| 19                                                       | Irina Štork / Taavi Rand                     | Estland        | 130,38 | 20 | 53,03 | 19 | 77,35  |
| 20                                                       | Alisa Agafonova / Alper Uçar                 | Turkiet        | 124,02 | 19 | 53,07 | 20 | 70,95  |
| Tävlande som inte kvalificerade sig till fria programmet |                                              |                |        |    |       |    |        |
| 21                                                       | Tanja Kolbe / Stefano Caruso                 | Tyskland       | —      | 21 | 52,08 | —  | —      |
| 22                                                       | Justyna Plutowska / Peter Gerber             | Polen          | —      | 22 | 51,99 | —  | —      |
| 23                                                       | Federica Testa / Lukáš Csölley               | Slovakien      | —      | 23 | 51,56 | —  | —      |
| 24                                                       | Danielle O'Brien / Gregory Merriman          | Australien     | —      | 24 | 51,06 | —  | —      |
| 25                                                       | Ramona Elsener / Florian Roost               | Schweiz        | —      | 25 | 50,64 | —  | —      |
| 26                                                       | Henna Lindholm / Ossi Kanervo                | Finland        | —      | 26 | 50,61 | —  | —      |
| 27                                                       | Gabriela Kubová / Matěj Novák                | Tjeckien       | —      | 27 | 50,43 | —  | —      |
| 28                                                       | Dóra Turóczi / Balázs Major                  | Ungern         | —      | 28 | 48,49 | —  | —      |
| 29                                                       | Laurence Fournier Beaudry / Nikolaj Sørensen | Danmark        | —      | 29 | 48,46 | —  | —      |
| 30                                                       | Allison Reed / Vasili Rogov                  | Israel         | —      | 30 | 46,05 | —  | —      |
| 31                                                       | Angelina Telegina / Otar Japaridze           | Georgien       | —      | 31 | 42,85 | —  | —      |
| 32                                                       | Viktoria Kavaljova / Jurij Bieljajev         | Belarus        | —      | 32 | 41,08 | —  | —      |
| DNS                                                      | Jekaterina Bobrova / Dmitrij Solovjev        | Ryssland       | —      | —  | —     | —  | —      |